# 锦旗

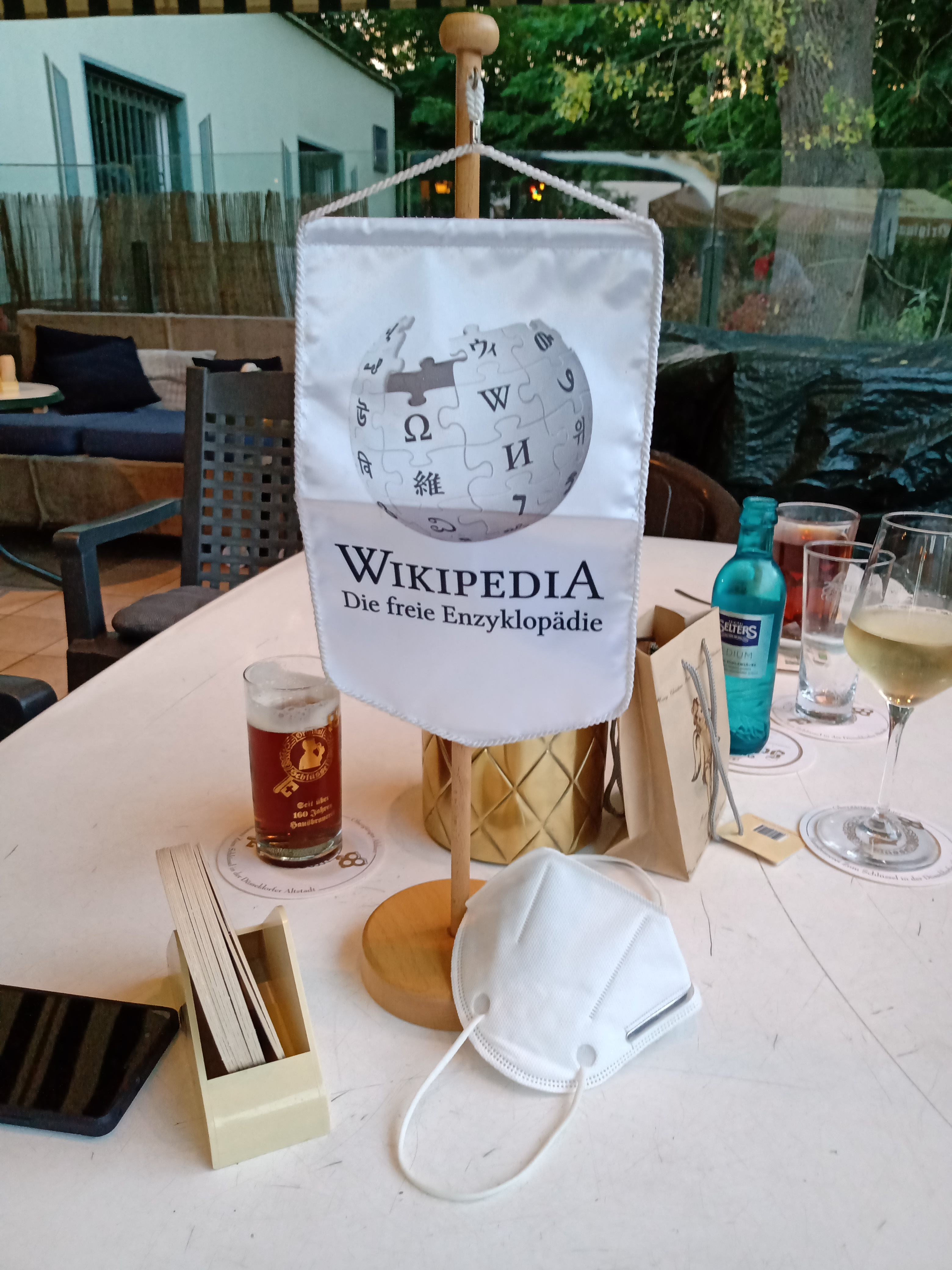
印制有维基百科标志的锦旗

锦旗是一种由锦缎、化纤或棉等布料做成纵形旗帜，在西方文化通常用作协会或俱乐部等组织的会旗；在华人社会则与镜匾、奖状、感谢状等一样是用以表示祝贺、感谢、奖励或纪念的物品。